# Kaffeklubben
L'isola di Kaffeklubben (in danese Kaffeklubben Ø letteralmente "isola del club del caffè", in inuit Inuit Qeqertaat, in inglese Kaffeklubben Island o Coffee Club Island) è un'isola della Groenlandia situata nel Mar Glaciale Artico all'estremo settentrionale della Terra di Peary.
L'isola è lunga circa 700 m e ha un'altitudine massima di 30 m s.l.m. 
È considerata la terra emersa più settentrionale del mondo, anche se sono stati scoperti banchi di ghiaia e sabbia (come Oodaaq) che le contendono il primato. Si trova a nord del fiordo di Frederick Hyde, appartiene al parco nazionale della Groenlandia nordorientale ed è raggiungibile in elicottero dalla terraferma.

## Storia
Fu avvistata per la prima volta da Robert Peary, esploratore statunitense, nel 1900; il primo che la visitò fu l'esploratore danese Lauge Koch nel 1921, che la chiamò così in onore del gruppo informale di geografi che si riuniva nel museo di mineralogia dell'Università di Copenaghen. 
Nel 1969 un team di ricercatori canadesi calcolò che l'estremo settentrionale dell'isola era situato 750 metri più a nord di capo Morris Jesup, fino ad allora considerato il lembo di terra più a nord del mondo. 
Col passare del tempo furono trovate altre isolette ancora più settentrionali, tra cui Oodaaq, ma tutte tranne quest'ultima erano effimere: erano spesso sommerse dall'oceano, sfondate dagli iceberg o scosse da eventi sismici e vulcanici che le facevano sprofondare sott'acqua.